# يطروفة
اليَطْروفَة أو حَبُّ المُلوك أو الجَتْروفا أو الدَّند أو البُكَّى (الاسم العلمي: Jatropha) هو جنس نباتي يتبع الفصيلة الفربيونية من رتبة الملبيغيات.